# Pauline Harmange

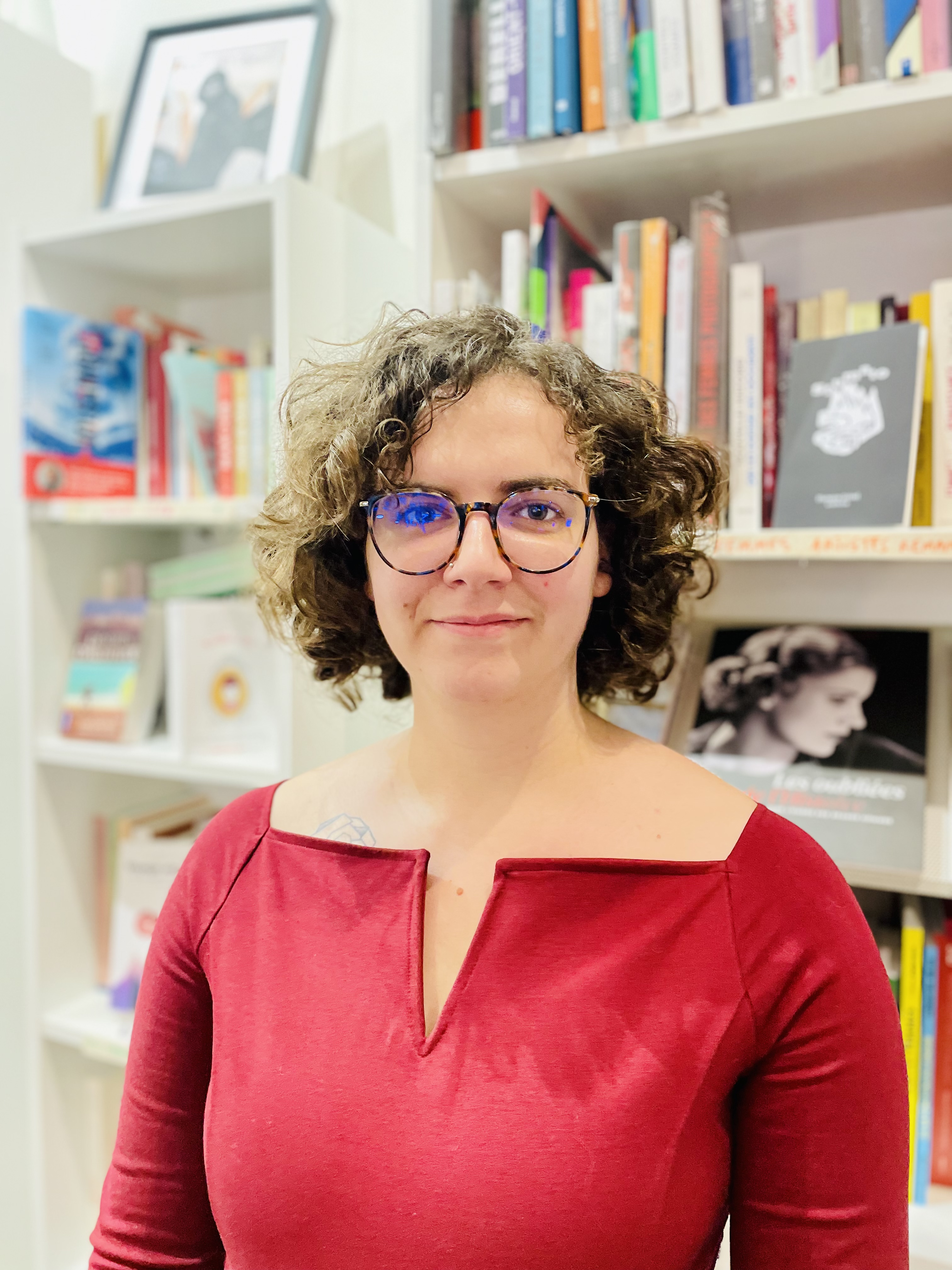
Pauline Harmange

Pauline Harmange (* 6. Dezember 1994) ist eine französische Schriftstellerin.

## Leben
Harmange begann im Alter von 15 Jahren, Blog-Beiträge auf ihrer Webseite Un invincible été zu veröffentlichen. Sie engagiert sich bei L'Échappée, einem Kollektiv zur Bekämpfung von geschlechtsspezifischer und sexueller Gewalt.

## Moi les hommes, je les déteste
In ihrem im August 2020 bei Monstrograph veröffentlichten 96-seitigen Essai Moi les hommes, je les déteste zielt Harmange darauf ab, „Misandrie zu verstehen und ihr das Existenzrecht zurückzugeben“. Ihrer Meinung nach mussten Feministinnen stets vorgeben, sie würden Männer nicht hassen, um sie nicht als Verbündete zu verlieren. Aus ihrer Sicht ist Männerhass jedoch nicht nur „vollkommen gerechtfertigt, sondern auch notwendig“. Sie rät Frauen, ihre Beziehungen zu Männern und zu toxischer Männlichkeit zu reduzieren, um die Vorteile der „Schwesternschaft“ unter Frauen wiederzuentdecken.
Im September 2020 berichtete Mediapart, dass Ralph Zurmély, ein Sonderberater des französischen Ministeriums für die Gleichstellung der Geschlechter, sich an den Verlag gewandt und unter Androhung strafrechtlicher Konsequenzen den Rückzug des Essays gefordert habe. Monstrograph wies die Forderung zurück und das Ministerium stellte daraufhin Zurmélys Vorgehen als „persönliche Initiative“ dar.
Die Reaktion der französischen Medien auf den Zensurversuch war weitgehend negativ. L'Obs nannte dies ein Beispiel für Cancel Culture und schrieb, dass der Staat bisher nicht versucht habe, die Veröffentlichung frauenfeindlicher Texte zu unterdrücken.
In einem Beispiel für den Streisand-Effekt führte die Kontroverse zu einer explodierenden Nachfrage nach dem Buch, das ursprünglich nur in 400 Exemplaren gedruckt worden war. Monstrograph verkaufte in drei Auflagen 2500 Exemplare des Essays  und übergab das Werk dann an Éditions du Seuil.

## Werke
- Moi les hommes, je les déteste Essai. Seuil, Paris 2020
  - deutsch: Ich hasse Männer. Übersetzt von Nicola Denis. Rowohlt, Hamburg 2020, ISBN 978-3-499-00675-3.
- Limoges pour mourir Roman,
- Aux endroits brisés. Fayard, Paris 2021
  - deutsch: Bis zum Frühling. Übersetzt von Anja Malich. Rowohlt, Hamburg 2022, ISBN 978-3-499-00771-2.
- Avortée. Une histoire intime de l'IVG. Daronnes, Paris 2022
  - deutsch: Ich muss darüber sprechen. Die Geschichte meines Schwangerschaftsabbruchs. Übersetzt von Nicola Denis. Rowohlt, Hamburg 2023, ISBN 978-3-499-01156-6.